# Пинегин, Владимир Александрович
Владимир Александрович Пинегин (20 мая 1909 года — 11 июня 1970 года) — советский инженер, специалист в области химического машиностроения, лауреат Ленинской премии. Кандидат технических наук (1963).

В 1924—1930 годах подсобный рабочий, слесарь, слесарь-механик на московских заводах.
В 1930—1935 годах обучался в Московском институте химического машиностроения. По окончании работал на опытном заводе синтетического каучука (НИИ шинной промышленности).
Ленинская премия 1967 года — за разработку конструкций и технологического процесса производства грузовых автомобильных шин с меридиональным направлением нитей корда в каркасе (типа P) и их внедрение в народное хозяйство.
Похоронен в Москве на Преображенском кладбище.
Жена — Черникина Лариса Алексеевна (1915—2003), кандидат химических наук. 